# 拉然雅爾 (米納斯吉拉斯州)
拉然雅尔是巴西米纳斯吉拉斯州的一个市镇。总面积204.19平方公里，总人口6532人，人口密度32人/平方公里。